# Test Coopera
Test Coopera – próba wytrzymałościowa opracowana przez amerykańskiego lekarza Kennetha H. Coopera na potrzeby armii USA w 1968 roku, polegająca na 12-minutowym nieprzerwanym biegu. Obecnie jest szeroko stosowany do badania wytrzymałości przede wszystkim sportowców.
Kenneth Cooper opracował także tabele do testu marszowego, pływackiego i kolarstwa. Jednak to próba biegowa cieszy się największą popularnością.
Kondycję fizyczną, w zależności od wieku i płci określa się na podstawie pokonanego dystansu.

## Próba biegowa
Próba biegowa trwająca 12 minut powinna odbywać się na miękkiej nawierzchni, najlepiej na tartanie na stadionie lekkoatletycznym. Odległości powinny być wyraźnie zaznaczone co 100 m. Pokonany przez biegacza dystans uznawany jest za miarę wytrzymałości. Dokładna ocena wytrzymałości odczytywana jest ze specjalnych tabel.
Cztery poniższe tabele zawierają wyniki uwzględniające wiek i płeć testowanej osoby. Sportowcy profesjonalni podlegają ocenie w odmiennych (wyższych) kryteriach.
| Wiek |   | Bardzo dobrze | Dobrze      | Średnio     | Źle         | Bardzo źle |
| ---- | - | ------------- | ----------- | ----------- | ----------- | ---------- |
| 8    | M | 2190+ m       | 1810–2180 m | 1420–1800 m | 1050–1410 m | 1040- m    |
| 8    | K | 2010+ m       | 1670–2000 m | 1320–1660 m | 990–1310 m  | 980- m     |
| 9    | M | 2350+ m       | 1950–2340 m | 1540–1940 m | 1130–1530 m | 1120- m    |
| 9    | K | 2120+ m       | 1770–2110 m | 1400–1760 m | 1050–1390 m | 1040- m    |
| 10   | M | 2460+ m       | 2070–2450 m | 1670–2060 m | 1270–1660 m | 1260- m    |
| 10   | K | 2200+ m       | 1860–2190 m | 1500–1850 m | 1160–1490 m | 1150- m    |
| 11   | M | 2610+ m       | 2200–2600 m | 1790–2190 m | 1390–1780 m | 1380- m    |
| 11   | K | 2330+ m       | 1980–2320 m | 1620–1970 m | 1270–1610 m | 1260- m    |
| 12   | M | 2690+ m       | 2290–2680 m | 1880–2280 m | 1480–1870 m | 1470- m    |
| 12   | K | 2370+ m       | 2030–2360 m | 1670–2020 m | 1330–1660 m | 1320- m    |

| Wiek  |   | Bardzo dobrze | Dobrze      | Średnio     | Źle         | Bardzo źle |
| ----- | - | ------------- | ----------- | ----------- | ----------- | ---------- |
| 13-14 | M | 2700+ m       | 2400–2700 m | 2200–2399 m | 2100–2199 m | 2100- m    |
| 13-14 | K | 2000+ m       | 1900–2000 m | 1600–1899 m | 1500–1599 m | 1500- m    |
| 15-16 | M | 2800+ m       | 2500–2800 m | 2300–2499 m | 2200–2299 m | 2200- m    |
| 15-16 | K | 2100+ m       | 2000–2100 m | 1700–1999 m | 1600–1699 m | 1600- m    |
| 17-20 | M | 3000+ m       | 2700–3000 m | 2500–2699 m | 2300–2499 m | 2300- m    |
| 17-20 | K | 2300+ m       | 2100–2300 m | 1800–2099 m | 1700–1799 m | 1700- m    |

| Wiek  |   | Bardzo dobrze | Dobrze      | Średnio     | Źle         | Bardzo źle |
| ----- | - | ------------- | ----------- | ----------- | ----------- | ---------- |
| 20-29 | M | 2800+ m       | 2400–2800 m | 2200–2399 m | 1600–2199 m | 1600- m    |
| 20-29 | K | 2700+ m       | 2200–2700 m | 1800–2199 m | 1500–1799 m | 1500- m    |
| 30-39 | M | 2700+ m       | 2300–2700 m | 1900–2299 m | 1500–1899 m | 1500- m    |
| 30-39 | K | 2500+ m       | 2000–2500 m | 1700–1999 m | 1400–1699 m | 1400- m    |
| 40-49 | M | 2500+ m       | 2100–2500 m | 1700–2099 m | 1400–1699 m | 1400- m    |
| 40-49 | K | 2300+ m       | 1900–2300 m | 1500–1899 m | 1200–1499 m | 1200- m    |
| 50+   | M | 2400+ m       | 2000–2400 m | 1600–1999 m | 1300–1599 m | 1300- m    |
| 50+   | K | 2200+ m       | 1700–2200 m | 1400–1699 m | 1100–1399 m | 1100- m    |

|           | Bardzo dobrze | Dobrze      | Średnio     | Źle         | Bardzo źle |
| --------- | ------------- | ----------- | ----------- | ----------- | ---------- |
| Mężczyźni | 3700+ m       | 3400–3700 m | 3100–3399 m | 2800–3099 m | 2800- m    |
| Kobiety   | 3000+ m       | 2700–3000 m | 2400–2699 m | 2100–2399 m | 2100- m    |

## Pływanie
Test w pływaniu polega na nieprzerwanym płynięciu stylem dowolnym przez 12 minut w niewzburzonej wodzie o odpowiedniej temperaturze. Dystans mierzy się z dokładnością do 25 metrów.
Poniższej tabela ukazuje wyniki uwzględniające płeć i wiek testowanej osoby.
| Wiek  |   | Bardzo dobrze | Dobrze    | Średnio   | Źle       | Bardzo źle |
| ----- | - | ------------- | --------- | --------- | --------- | ---------- |
| 13-19 | M | 700+ m        | 625–699 m | 550–624 m | 450–549 m | 450- m     |
| 13-19 | K | 625+ m        | 550–624 m | 450–549 m | 350–449 m | 350- m     |
| 20-29 | M | 625+ m        | 550–624 m | 450–549 m | 350–449 m | 350- m     |
| 20-29 | K | 550+ m        | 450–549 m | 350–449 m | 250–349 m | 250- m     |
| 30-39 | M | 575+ m        | 500–574 m | 400–499 m | 300–399 m | 300- m     |
| 30-39 | K | 500+ m        | 400–499 m | 300–399 m | 225–299 m | 225- m     |
| 40-49 | M | 550+ m        | 450–549 m | 350–449 m | 250–349 m | 250- m     |
| 40-49 | K | 450+ m        | 350–449 m | 250–349 m | 175–249 m | 175- m     |
| 50+   | M | 500+ m        | 400–499 m | 300–399 m | 200–299 m | 200- m     |
| 50+   | K | 400+ m        | 300–399 m | 225–299 m | 150–225 m | 150- m     |

## Modyfikacje
Modyfikacje polegają przede wszystkim na opracowaniu wyników dla odmiennych czasów, najczęściej 6, 8 oraz 10 minut. Jednak największą popularnością niezmiennie cieszą się testy 12 minutowe.